# Aragonščina
Aragonščina je romanski jezik, ki spada v skupino ibero-romanskih jezikov.
Nekoč je bila jezik vse Aragonije. Kastiljska španščina jo je postopoma izrinila od 15. stoletja.
Danes govori aragonsko približno 80 tisoč ljudi (25 tisoč aktivnih in 30-50 tisoč pasivnih govorcev), čeprav večina prebivalstva Aragonije brez težave lahko razume aragonščino. Nekateri jo še danes imajo za špansko narečje, vendar se v več pogledih razlikuje od kastiljščine ter je bolj podobna katalonščini in okcitanščini.

## Glasoslovje
V aragonščini se latinski odprti e in o glasovi diftongizirajo ter nastanejo ue ali ie dvoglasniki. Iz latinščine je ohranila glas f v začetku zlogov kot tudi glasoslovne zveze cl- in pl-.
Sistem naglaševanja se je oblikoval verjetno pod vplivom francoščine, medtem ko je naglaševanje v kastiljščini bolj arhaično. Naglas v aragonščini pride na predzadnji slog npr. v besedah, ki se končujejo na samoglasnike. V kastiljščini naglas pride na tisti zlog, ki je pred predzadnjim zlogom.

## Oblikoslovje
Aragonska slovnica kaže enakosti s katalonsko in okcitansko slovnico. Določni člen ima več oblik v aragonščini, odvisno od različnih aragonskih narečij.
V ednini: o/lo/ro, a/la/ra, l’

V množini: os/los/ros, as/las/ras
V knjižni aragonščini uporabijo oblike (l)o, (l)a, l’, (l)os, (l)as. Določni člen se takrat uveljavi s soglasnikom l-, kolikor se predlog končuje na samoglasnik ali pa je samostalnik v začetku besede, pred katero stoji določni člen. Npr. o libro (knjiga), en os libros (v knjigah), ta lo libro/t’o libro (h knjigi).
Množina se tvori s soglasnikom s, medtem ko besede, ki imajo na koncu -s imajo v množini obrazilo -es, npr. españols (Španci), aragoneses (Aragonci). Samostalniki, ki se končujejo v ednini na t, imajo na koncu z v množini, npr. ziudat (mesto), ziudaz (mesta).
Aragonščina se razlikuje od kastiljščine in katalonščine v imperfektu, kjer sklonilo -ba ostane v drugi in tretji osebi glagolske sklanjatve. Npr. tenebat (latinščina), teniba (aragonščina), tenía (kastiljščina), tenia (katalonščina).

## Besedoslovje
Aragonsko besedišče se v veliki meri razlikuje od kastiljskega ter je bolj podobno katalonskemu in italijanskemu besednemu zakladu. Poleg tega je aragonščina ohranila mnogo arabskih tujk, ki manjkajo v kastiljščini.

## Položaj
Aragonščina je začela propadati v 18. stoletju. Leta 1707 španski kralj Filip V. je prepovedal njeno rabo v šolah.
Od leta 1978, po demokratizaciji Španije so nastali novi zakoni in odredbe za zaščito aragonščine. Leta 2009 so priznali aragonščino kot zgodovinski jezik in materinščino Aragonije, ki ima pravico do rabe tudi v uradih.
15. julija 2006 so ustanovili društvo Academia de l’Aragonés (Aragonska jezikovna akademija), ki je še ni priznala vlada avtonomne skupnosti Aragonije. Akademija si prizadeva standardizirati sodobno aragonščino deloma na podlagi pogovornih narečij. Druga ustanova, ki se ukvarja z oživitvijo in zaščito aragonščine, je Aragonski jezikovni svet (Consello d’a Fabla Aragonesa).